# Смертельна зброя 5
«Смертельна зброя 5» (англ. Lethal Finale) — майбутній фільм режисера Мела Гібсона. П'ята та остання частина франшизи «Смертельна зброя». Це також перша частина франшизи, яка була знята не Річардом Доннером після його смерті 5 липня 2021 року.

## У ролях
- Мел Гібсон — Мартін Ріггс
- Денні Гловер — Роджер Мерта
- Боб Дженнінгс

## Виробництво
Раніше багато говорили про п'ятий фільм «Смертельна зброя», хоча Мел Гібсон та Денні Гловер спочатку висловили відсутність інтересу. 2007 року сайт Moviehole.net заявив, що Warner Bros. знаходяться на ранніх стадіях спроб продовжити серію «Смертельна зброя» десь у 2009 році або пізніше. Сценарій написали Шейн Блек і Чак Мондрі, що призвело до чуток про те, що вийде продовження франшизи. 2008 року Річард Доннер сказав: «Мел відмовився. Я хотів би думати, що Мел відмовився, бо не був у цьому». Доннер сказав, що у нього і Ченнінга Гібсона «була неймовірно сильна історія для п'ятого фільму», але натомість студія вирішила працювати з Джоелом Сільвером.
У листопаді 2017 року Мел Гібсон натякнув, що п'ятий фільм може вийти і що він, Річард Доннер та Денні Гловер обговорили ідею повернення франшизи. У грудні 2017 року Доннер підтвердив в інтерв'ю Spocklight, що Гібсон і Гловер погодилися повернутися в ролі Ріггса та Марто відповідно і що він має сюжет. Єдиною перешкодою є зелене світло фільму Warner Bros. Ченнінг Гібсон залишається сценаристом фільму. Історія відбуватиметься в наші дні і має стати останнім фільмом у серії. У лютому 2018 року було оголошено офіційну назву фільму — Lethal Finale. У січні 2020 року продюсер Ден Лін підтвердив, що «Смертельна зброя 5» перебуває в активній розробці, а Мел Гібсон і Денні Гловер підтвердили повернення до своїх ролей, а Річард Доннер повернувся як режисер, але сценарій ще не був завершений. У грудні 2020 року Річард Доннер підтвердив, що знімає продовження, додавши, що це буде останній фільм у його кар'єрі. Але Доннер помер 5 липня 2021, і доля фільму залишилася невідомою.
15 листопада 2021 року було оголошено, що Мел Гібсон стане режисером фільму. Також було оголошено, що Річард Венк написав сценарій. Фільм вийде на HBO Max.

## Зовнішні посилання
- Смертельна зброя 5 на сайті IMDb (англ.)